# Bolbaite (ort)
Bolbaite är en ort i Spanien.   Den ligger i provinsen Província de València och regionen Valencia, i den östra delen av landet, 300 km sydost om huvudstaden Madrid. Bolbaite ligger 239 meter över havet och antalet invånare är 1 458.
Terrängen runt Bolbaite är kuperad åt nordväst, men åt sydost är den platt. Runt Bolbaite är det ganska tätbefolkat, med 58 invånare per kvadratkilometer. Närmaste större samhälle är Xàtiva, 15,5 km sydost om Bolbaite. Omgivningarna runt Bolbaite är i huvudsak ett öppet busklandskap.